# La Düsseldorf
La Düsseldorf war eine deutsche Rockband aus Düsseldorf, die 1975 aus der Gruppe Neu! hervorgegangen ist.

## Geschichte
Mitglieder waren der ehemalige Kraftwerk-Schlagzeuger Klaus Dinger (Gesang, Gitarre, Keyboard), Thomas Dinger (Gesang, Perkussion) sowie Hans Lampe (Perkussion, Elektronik). Typisch für die Musik von La Düsseldorf sind lange, über weite Strecken instrumentale Stücke, die mit Klangkollagen und spärlichem Gesang, der oft nur deutsche, englische oder zuweilen auch französische Sprachfetzen enthält, ergänzt werden.
Die Musik von Neu! und La Düsseldorf übte großen Einfluss auf die Musik von Brian Eno und David Bowie aus. Bowie nannte La Düsseldorf „the soundtrack of the eighties“.
Als Meilensteine gelten die 1976 herausgebrachten Lieder Düsseldorf und Time. 1978 hatten sie mit dem Titel Rheinita aus dem Album Viva einen großen Erfolg, unter anderem in den Hörfunkhitparaden Schlagerrallye und Diskothek im WDR von WDR 2. Die Alben der Band wurden nach jahrelangen Rechtsstreitigkeiten zwischen Bandmitgliedern und Plattenfirmen im September 2005 in Deutschland wieder- bzw. erstmals auf CD veröffentlicht, jedoch nach kurzer Zeit wieder vom Markt genommen.
2006 erschien das Album Mon Amour, das ursprünglich im Jahre 1983 als La Düsseldorf 4 erscheinen sollte. Verantwortlich für den späten Veröffentlichungstermin waren auch hier Rechtsstreitigkeiten. Bereits im Jahre 1985 war dieses Werk als LP/CD erschienen – damals unter dem Namen Néondian.
Am 23. September 2006 fand sich das letzte Aufgebot von La Düsseldorf auf der Düsseldorfer Königsallee zu einer Fotosession zusammen. Klaus Dinger beabsichtigte unter dem Arbeitstitel Japandorf, sämtliche Werke von La Düsseldorf mit den japanischen Musikern Masaki Nakao, Miki Yui, Kazuyuki Onouchi und Satoshi Okamoto neu einzuspielen.
Eine Solo-LP von Thomas Dinger mit dem Titel Für mich wurde 1982 veröffentlicht. Diesem wie auch den 1-A Düsseldorf-Alben des Bruders von Klaus Dinger war jedoch nur ein kommerziell bescheidener Erfolg beschieden. Das 1986 zusammen mit Damo Suzuki und Nils Kristiansen aus der Taufe gehobene Studioprojekt 1-A Düsseldorf litt lange Jahre an einem fehlenden verwertbaren Output. Die Zusammenarbeit mit Damo Suzuki endete 1994 weil er erkrankte.  Alle mit ihm eingespielten Aufnahmen gingen bis auf weiteres in das  Archiv von 1-A DÜSSELDORF Die ersten öffentlich sichtbaren Lebenszeichen von 1-A Düsseldorf waren die Bonus-Kostproben auf der  1998 als CD wieder veröffentlichten LP Für mich. (Solo LP Th. Dinger) Thomas Dinger starb am 9. April 2002, sein Bruder Klaus am 21. März 2008.
1-A DÜSSELDORF veröffentlichte in den folgenden Jahren die CDs:
Fettleber----Königreich  Bilk---DJF---Live----Pyramidblau---Uraan-
2025 erschien ROST---Damo Suzuki mit 1-A DÜSSELDORF...3 Cds mit Studioaufnahmen aus den Jahren 1986–1994.

## Diskografie
Alben
- 1976: La Düsseldorf
- 1978: Viva
- 1980: Individuellos
- 1989 / 1999: Blue
- 2006: Neondian (Mon Amour)

### Musikbeispiele
- La Düsseldorf: Time auf YouTube
- La Düsseldorf: Cha Cha 2000 auf YouTube
- La Düsseldorf: Rheinita auf YouTube